# Badminton nos Jogos Olímpicos de Verão de 2012 - Duplas femininas
As competições de duplas femininas do badminton nos Jogos Olímpicos de Verão de 2012 foram disputadas entre os dias 28 de julho e 4 de agosto na Arena Wembley. O sorteio foi realizado em 23 de julho.

## Formato da competição
As 16 duplas foram divididas em 4 grupos de 4 duplas cada. Os pares se enfrentaram uma única vez dentro de seus grupos. As duas primeiras duplas de cada grupo avançaram a fase eliminatória.

## Cabeças-de-chave
| 1. CHN Wang Xiaoli / Yu Yang 2. CHN Tian Qing / Zhao Yunlei | 1. KOR Ha Jung-eun / Kim Min-jung 2. JPN Mizuki Fujii / Reika Kakiiwa |

## Medalhistas
| Ouro   | CHN Tian Qing e Zhao Yunlei         |
| Prata  | JPN Mizuki Fujii e Reika Kakiiwa    |
| Bronze | RUS Valeria Sorokina e Nina Vislova |

## Resultados

### Fase de grupos

#### Grupo A
| Nome                                | J | V | D | SG | SP | Pts |
| ----------------------------------- | - | - | - | -- | -- | --- |
| RUS Valeria Sorokina / Nina Vislova | 3 | 1 | 2 | 2  | 4  | 1   |
| CAN Alexandra Bruce / Michelle Li   | 3 | 0 | 3 | 0  | 6  | 0   |
| CHN Wang Xiaoli / Yu Yang           | 3 | 2 | 1 | 4  | 2  | DSQ |
| KOR Jung Kyung-eun / Kim Ha-na      | 3 | 3 | 0 | 6  | 0  | DSQ |

| 28 de julho, 18:30     | 28 de julho, 18:30 | 28 de julho, 18:30     |
| ---------------------- | ------------------ | ---------------------- |
| CHN Wang X / Yu Y      | 21–11 21–7         | CAN Bruce / Li         |
| 29 de julho, 09:40     |                    |                        |
| KOR Jung K-e / Kim H-n | 21–5 21–11         | CAN Bruce / Li         |
| 29 de julho, 18:30     |                    |                        |
| CHN Wang X / Yu Y      | 21–6 21–9          | RUS Sorokina / Vislova |
| 30 de julho, 09:40     |                    |                        |
| KOR Jung K-e / Kim H-n | 23–21 21–18        | RUS Sorokina / Vislova |
| 31 de julho, 08:30     |                    |                        |
| RUS Sorokina / Vislova | 21–8 21–10         | CAN Bruce / Li         |
| 31 de julho, 19:07     |                    |                        |
| CHN Wang X / Yu Y      | 14-21 11–21        | KOR Jung K-e / Kim H-n |

#### Grupo B
| Nome                                | J | V | D | SG | SP | Pts |
| ----------------------------------- | - | - | - | -- | -- | --- |
| TPE Cheng Wen-hsing / Chien Yu-chin | 3 | 2 | 1 | 5  | 3  | 2   |
| JPN Mizuki Fujii / Reika Kakiiwa    | 3 | 2 | 1 | 4  | 3  | 2   |
| IND Jwala Gutta / Ashwini Ponnappa  | 3 | 2 | 1 | 4  | 3  | 2   |
| SIN Shinta Mulia Sari / Yao Lei     | 3 | 0 | 3 | 2  | 6  | 0   |

| 28 de julho, 15:20        | 28 de julho, 15:20 | 28 de julho, 15:20        |
| ------------------------- | ------------------ | ------------------------- |
| JPN Fujii / Kakiiwa       | 21–16 21–18        | IND Gutta / Ponnappa      |
| 28 de julho, 20:15        |                    |                           |
| TPE Cheng W-h / Chien Y-c | 18–21 –15 21–15    | SIN Sari / Yao L          |
| 29 de julho, 14:17        |                    |                           |
| JPN Fujii / Kakiiwa       | 16–21 –10 21–19    | SIN Sari / Yao L          |
| 30 de julho, 19:05        |                    |                           |
| TPE Cheng W-h / Chien Y-c | 23–25 21–16 18–21  | IND Gutta / Ponnappa      |
| 31 de julho, 13:09        |                    |                           |
| JPN Fujii / Kakiiwa       | 19–21 11–21        | TPE Cheng W-h / Chien Y-c |
| 31 de julho, 18:30        |                    |                           |
| SIN Sari / Yao L          | 16–21 15–21        | IND Gutta / Ponnappa      |

#### Grupo C
| Nome                                  | J | V | D | SG | SP | Pts |
| ------------------------------------- | - | - | - | -- | -- | --- |
| AUS Leanne Choo / Renuga Veeran       | 3 | 1 | 2 | 3  | 4  | 1   |
| RSA Michelle Edwards / Annari Viljoen | 3 | 0 | 3 | 0  | 6  | 0   |
| KOR Ha Jung-eun / Kim Min-jung        | 3 | 3 | 0 | 6  | 1  | DSQ |
| INA Meiliana Jauhari / Greysia Polii  | 3 | 2 | 1 | 5  | 3  | DSQ |

| 28 de julho, 14:17   | 28 de julho, 14:17 | 28 de julho, 14:17    |
| -------------------- | ------------------ | --------------------- |
| KOR Ha J-e / Kim M-j | 21–8 21–7          | RSA Edwards / Viljoen |
| 28 de julho, 19:42   |                    |                       |
| INA Jauhari / Polii  | 21–11 20–22 21–7   | AUS Choo / Veeran     |
| 29 de julho, 20:52   |                    |                       |
| AUS Choo / Veeran    | 21–9 21–7          | RSA Edwards / Viljoen |
| 30 de julho, 15:20   |                    |                       |
| INA Jauhari / Polii  | 21–18 21–10        | RSA Edwards / Viljoen |
| 30 de julho, 19:09   |                    |                       |
| KOR Ha J-e / Kim M-j | 21–7 21–19         | AUS Choo / Veeran     |
| 31 de julho, 20:19   |                    |                       |
| KOR Ha J-e / Kim M-j | 18–21 –14 21–12    | INA Jauhari / Polii   |

#### Grupo D
| Nome                                          | J | V | D | SG | SP | Pts |
| --------------------------------------------- | - | - | - | -- | -- | --- |
| DEN Christinna Pedersen / Kamilla Rytter Juhl | 3 | 2 | 1 | 5  | 3  | 2   |
| CHN Tian Qing / Zhao Yunlei                   | 3 | 2 | 1 | 4  | 2  | 2   |
| JPN Miyuki Maeda / Satoko Suetsuna            | 3 | 2 | 1 | 4  | 3  | 2   |
| HKG Poon Lok Yan / Tse Ying Suet              | 3 | 0 | 3 | 1  | 6  | 0   |

| 28 de julho, 09:07   | 28 de julho, 09:07 | 28 de julho, 09:07   |
| -------------------- | ------------------ | -------------------- |
| DEN Pedersen / Juhl  | 21–18 14–21 17–21  | JPN Maeda / Suetsuna |
| 28 de julho, 09:44   |                    |                      |
| CHN Tian Q / Zhao Y  | 21–11 21–12        | HKG Poon / Tse       |
| 29 de julho, 19:42   |                    |                      |
| DEN Pedersen / Juhl  | 21–13 14–21 –18    | HKG Poon / Tse       |
| 30 de julho, 09:44   |                    |                      |
| CHN Tian Q / Zhao Y  | 21–16 21–17        | JPN Maeda / Suetsuna |
| 31 de julho, 09:40   |                    |                      |
| CHN Tian Q / Zhao Y  | 20–22 12–21        | DEN Pedersen / Juhl  |
| 31 de julho, 14:15   |                    |                      |
| JPN Maeda / Suetsuna | 21–15 21–19        | HKG Poon / Tse       |

### Fase final
|  | Quartas-de-final | Quartas-de-final                                | Quartas-de-final                   | Quartas-de-final                   | Quartas-de-final |                                       |                                       | Semifinal                           | Semifinal           | Semifinal           | Semifinal           | Semifinal           |                     |    | Final | Final                                 | Final | Final | Final |  |  |
|  |                  |                                                 |                                    |                                    |                  |                                       |                                       |                                     |                     |                     |                     |                     |                     |    |       |                                       |       |       |       |  |  |
|  | A1               | RUS Valeria Sorokina RUS Nina Vislova           | 21                                 | 21                                 |                  |                                       |                                       |                                     |                     |                     |                     |                     |                     |    |       |                                       |       |       |       |  |  |
|  | C2               | RSA Michelle Edwards RSA Annari Viljoen         | 9                                  | 7                                  |                  |                                       |                                       |                                     |                     |                     |                     |                     |                     |    |       |                                       |       |       |       |  |  |
|  | C2               | RSA Michelle Edwards RSA Annari Viljoen         | 9                                  | 7                                  |                  | A1                                    | RUS Valeria Sorokina RUS Nina Vislova | 19                                  | 6                   |                     |                     |                     |                     |    |       |                                       |       |       |       |  |  |
|  |                  |                                                 |                                    |                                    |                  | A1                                    | RUS Valeria Sorokina RUS Nina Vislova | 19                                  | 6                   |                     |                     |                     |                     |    |       |                                       |       |       |       |  |  |
|  |                  | D2                                              | CHN Tian Qing CHN Zhao Yunlei      | 21                                 | 21               |                                       |                                       |                                     |                     |                     |                     |                     |                     |    |       |                                       |       |       |       |  |  |
|  | B1               | D2                                              | CHN Tian Qing CHN Zhao Yunlei      | 21                                 | 21               | TPE Cheng Wen-hsing TPE Chien Yu-chin | 10                                    | 14                                  |                     |                     |                     |                     |                     |    |       |                                       |       |       |       |  |  |
|  | B1               |                                                 |                                    |                                    |                  | TPE Cheng Wen-hsing TPE Chien Yu-chin | 10                                    | 14                                  |                     |                     |                     |                     |                     |    |       |                                       |       |       |       |  |  |
|  | D2               | CHN Tian Qing CHN Zhao Yunlei                   | 21                                 | 21                                 |                  |                                       |                                       |                                     |                     |                     |                     |                     |                     |    |       |                                       |       |       |       |  |  |
|  |                  |                                                 |                                    |                                    |                  |                                       |                                       |                                     |                     |                     |                     |                     |                     |    | D2    | CHN Tian Qing CHN Zhao Yunlei         | 21    | 25    |       |  |  |
|  |                  |                                                 | B2                                 | JPN Mizuki Fujii JPN Reika Kakiiwa | 10               | 23                                    |                                       |                                     |                     |                     |                     |                     |                     |    |       |                                       |       |       |       |  |  |
|  | A2               | CAN Alexandra Bruce CAN Michelle Li             | 21                                 | 18                                 | 21               |                                       |                                       |                                     |                     |                     |                     |                     |                     |    |       |                                       |       |       |       |  |  |
|  | C1               | AUS Leanne Choo AUS Renuga Veeran               | 9                                  | 21                                 | 18               |                                       |                                       |                                     |                     |                     |                     |                     |                     |    |       |                                       |       |       |       |  |  |
|  | C1               | AUS Leanne Choo AUS Renuga Veeran               | 9                                  | 21                                 | 18               |                                       | A2                                    | CAN Alexandra Bruce CAN Michelle Li | 12                  | 21                  | 13                  |                     |                     |    |       |                                       |       |       |       |  |  |
|  |                  |                                                 |                                    |                                    |                  |                                       | A2                                    | CAN Alexandra Bruce CAN Michelle Li | 12                  | 21                  | 13                  |                     |                     |    |       |                                       |       |       |       |  |  |
|  |                  | B2                                              | JPN Mizuki Fujii JPN Reika Kakiiwa | 21                                 | 19               | 21                                    |                                       |                                     | Disputa pelo bronze | Disputa pelo bronze | Disputa pelo bronze | Disputa pelo bronze | Disputa pelo bronze |    |       |                                       |       |       |       |  |  |
|  | B2               | B2                                              | JPN Mizuki Fujii JPN Reika Kakiiwa | 21                                 | 19               | 21                                    | JPN Mizuki Fujii JPN Reika Kakiiwa    | 22                                  | Disputa pelo bronze | Disputa pelo bronze | Disputa pelo bronze | Disputa pelo bronze | Disputa pelo bronze | 21 |       |                                       |       |       |       |  |  |
|  | B2               |                                                 |                                    |                                    |                  |                                       | JPN Mizuki Fujii JPN Reika Kakiiwa    | 22                                  |                     |                     |                     |                     |                     | 21 |       |                                       |       |       |       |  |  |
|  | D1               | DEN Christinna Pedersen DEN Kamilla Rytter Juhl | 20                                 | 10                                 |                  |                                       |                                       |                                     |                     |                     |                     |                     |                     |    | A1    | RUS Valeria Sorokina RUS Nina Vislova | 21    | 21    |       |  |  |
|  |                  |                                                 |                                    |                                    |                  |                                       |                                       |                                     |                     |                     |                     |                     |                     |    | A2    | CAN Alexandra Bruce CAN Michelle Li   | 9     | 10    |       |  |  |

## Declassificação
Uma revisão em dois jogos na competição de duplas femininas disputados em 31 de julho foi realizada depois que surgiu a suspeita que, já classificadas para a fase eliminatória por antecipação, as jogadoras de ambos os lados e em ambos os jogos tentaram perder os seus últimos jogos da fase de grupos a fim de obter um sorteio mais favorável nas quartas-de-final. As partidas foram entre Wang Xiaoli / Yang Yu, da China, e Jung Kyung-eun / Kim Ha-na, da Coreia do Sul, no grupo A e Ha Jung-eun / Kim Min-jung, também da Coreia do Sul, contra Meiliana Jauhari / Greysia Polii, da Indonésia, no Grupo C. Após uma série de erros durante as partidas, como erros na troca de golpes em ambos os jogos, incluindo chutes de fundo de quadra e serviços na rede, o público passou a reagir mal quando a partida entre Yu e Wang da China e Jung e Kim da Coreia do Sul não apresentava mais de quatro trocas de golpes.
Em 1 de agosto de 2012, após a revisão das partidas, todas as oito jogadoras foram excluídas da competição pela Federação Mundial de Badminton (BWF) por "não usaram dos melhores esforços para vencer" e "conduzir-se de uma forma que é claramente abusivo ou prejudicial para o esporte". As quartas-de-final continuaram com as equipes desclassificadas substituídas por outras equipes de seus respectivos grupos.